# Emmanuel Hédon
Pour les articles homonymes, voir Hédon.
Emmanuel Hédon, né le 30 avril 1863 à Burie (Charente-Maritime, ancienne Charente-Inférieure) et mort à 8 mars 1933 à Montpellier, est un médecin et physiologiste français, professeur à la faculté de médecine de Montpellier et membre de l'Académie de médecine. Il est considéré comme l'un des précurseurs de l'endocrinologie moderne en participant à la mise en évidence du rôle endocrine du pancréas.

## Aperçu biographique
Il est reçu docteur en médecine en 1888, à Bordeaux. Il soutient d'abord des travaux anatomiques, en précisant la circulation veineuse de l'encéphale. Agrégé dès 1889, il occupe la chaire de physiologie de Montpellier. À cette époque, un décret ministériel organise pour la première fois les chaires de physiologie, rendues indépendantes de l'anatomie. Faisant suite aux publications de Minkowski en 1889, il montre que le diabète après l'extirpation totale du pancréas est lié à une fonction encore inconnue de la glande. Il utilise des techniques de greffes sous-cutanées de fragments de la queue du pancréas, d'anastomoses vasculaires et de circulation croisée, pour affirmer la sécrétion interne du pancréas et son rôle dans le métabolisme des glucides.
« En 1889, von Mering et Minkowski réalisent à Strasbourg le premier diabète expérimental du chien par pancréatectomie totale. Emmanuel Hédon de Montpellier a également contribué à documenter le rôle primordial du pancréas dans l'apparition du diabète sucré en observant en 1892 qu'après pancréatectomie subtotale, le maintien d'un fragment de la glande pancréatique sous la peau de l'abdomen avec intégrité de sa vascularisation prévenait le développement du diabète, celui-ci n'apparaissant que plus tard après ablation du fragment pancréatique précité. »
Il mène également des travaux sur la digestion et particulièrement de l'absorption des hydrates de carbone et des lipides. Il étudie les conditions de survies d'organes isolés. Avec Émile Jeanbrau, il s'intéresse à la transfusion de sang total rendu incoagulable par le citrate de soude.
Il est élu membre de l'Académie de médecine en 1914. Elle lui est décerne le Prix Prince de Monaco en 1925, pour ses travaux que le diabète expérimental. Membre de la Société de biologie en 1924, il participe au développement de sa filiale à Montpellier. Il est membre correspondant de l'Académie royale d'Italie et docteur honoris causa de l'Université de Barcelone.

## Distinctions
- Officier de la Légion d'honneur.

## Éponymie
- Technique (ou méthode) d'Hédon-Langendorff

## Œuvres et publications

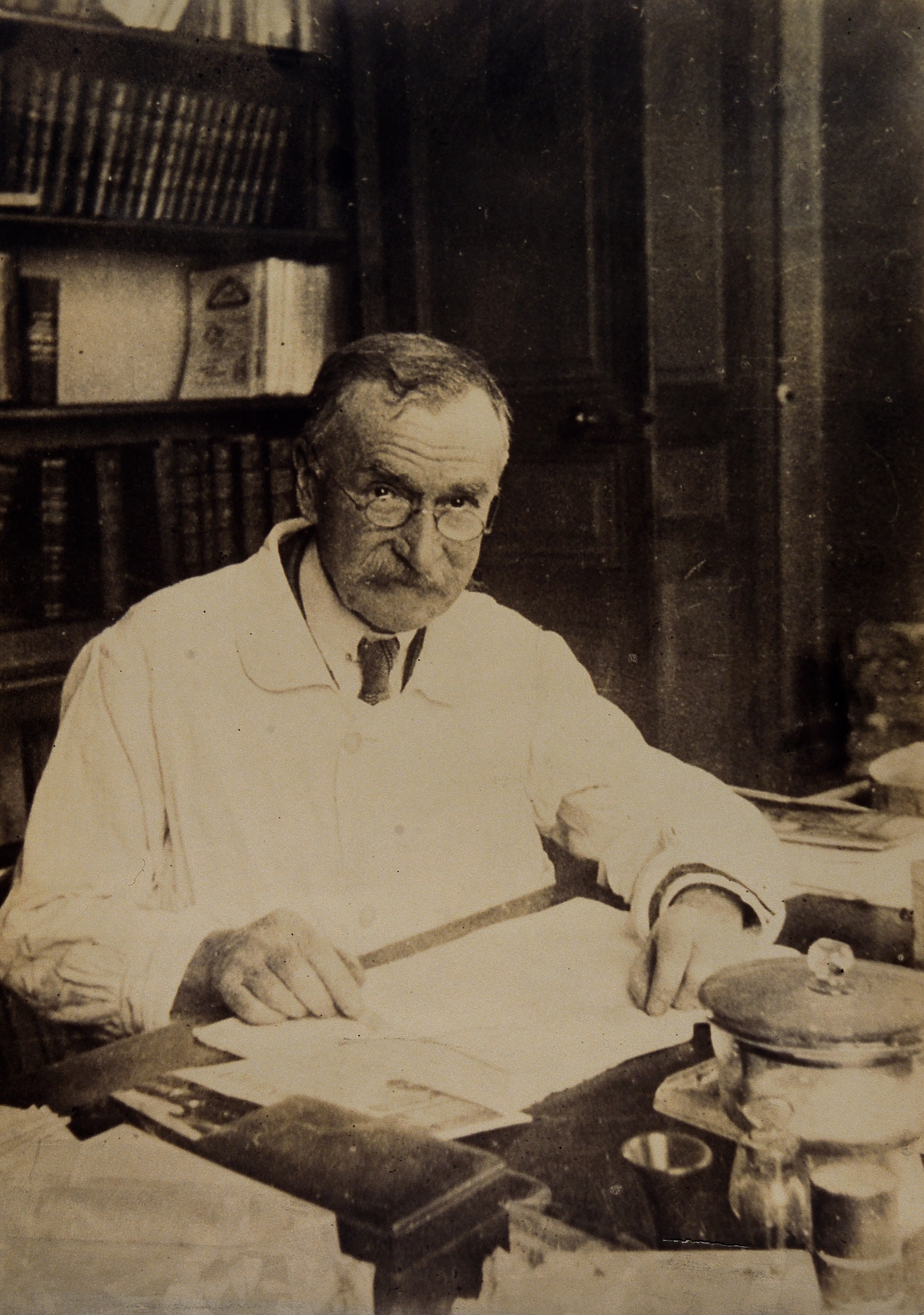
Emmanuel Hédon

- Etude anatomique sur la circulation veineuse de l'encéphale, [Thèse de Médecine N° 79, Bordeaux, 1888], Bordeaux , [s. n.] , 1888, lire en ligne sur Gallica.
- « Production du diabète sucré après l’extirpation du pancréas »
- Titres et travaux scientifiques, Montpellier, typ. Charles Boehm, 1894, Texte intégral.
- Précis de physiologie, O. Doin et fils (Paris), 1896, Texte intégral. Il comptera jusqu'à quatorze éditions dont la dernière corrigée, revue et augmentée par son fils Louis Hédon est publiée en 1950.
- Physiologie normale et pathologique du pancréas, Masson (Paris) , [1901].
- Sur la sécrétion interne du pancréas et la parthénogenèse du diabète pancréatique (Expérience de transfusion), [Extrait des "Archives internationales de physiologie", vol. XIII, mai 1913], Doin (Paris), 1913, 1 vol. (p. 4-53, 255-288), in-8.
- « Note complémentaire sur la transfusion du sang citrate », La Presse médicale, 26:57 [Jan. 31] 1918.

## Bibliographie

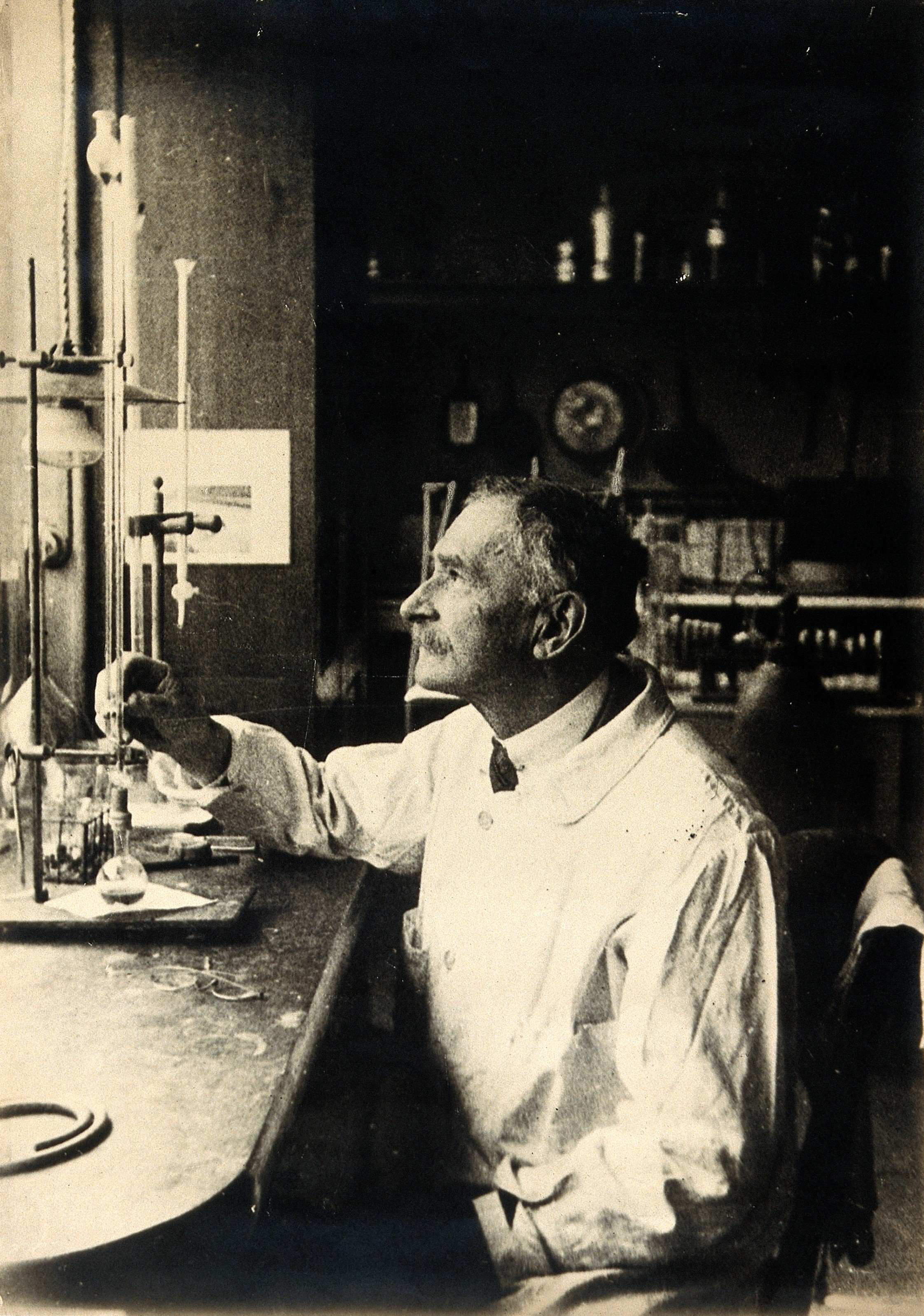
Emmanuel Hédon